# Himertula odonturaeformis
Himertula odonturaeformis är en insektsart som först beskrevs av Brunner von Wattenwyl 1891.  Himertula odonturaeformis ingår i släktet Himertula och familjen vårtbitare. Inga underarter finns listade i Catalogue of Life.